# 近赤外線分光法
近赤外線分光法（きんせきがいせんぶんこうほう、英語: near‐infrared spectroscopy NIRS）は、近赤外線領域での分光法である。測定対象に近赤外線を照射し、吸光度の変化によって成分を算出する。特長として、近赤外線は中赤外線・遠赤外線と比較して吸収が極めて小さいため、切片等を作成することなく、非破壊・非接触での測定が可能なことが挙げられる。
実用化のための難点としては、近赤外線分光法では倍音・三倍音を観測すること、光の吸収は様々な要因が複合しているために成分との直接的な関連付けが困難なことなどがあった。しかし、コンピュータの低価格化と多変量解析(ケモメトリックス)の発達により、定量分析に応用することが可能となった。
上述のように非破壊・非接触測定が可能なこと、化学分析に比べ迅速に測定結果が求められること、マイクロウェーヴなどと比較し装置が安価なことから、幅広い分野で用いられ、以下に示すように様々な応用がなされている。

## 主な用途
- 宇宙 - 天体の組成を調べる。例えば宇宙探査機「はやぶさ」はこの装置によって小惑星「イトカワ」を調査した。
- 食品産業 - 小麦粉、スターチ、食用油、食肉等の材料系の成分分析から、クッキー、チョコレート、チーズ、乳製品等の加工食品系の成分分析に用いられており、さらには、日本酒、ワイン、醤油などの液体の測定にも多く用いられている。
- 農業 - 代表的なものとして、お茶の成分測定(窒素、タンニン、水分など)や、野菜の硝酸イオン濃度、ミカンなどの糖度評価／選別に用いられる。
- 畜産 - 一般的に多く用いられるのは、飼料の検査分野である。また、鶏などの腹腔内脂肪の検査にも用いられることもある。
- 医薬品 - ヨーロッパでの利用を皮切りに、アメリカでも21世紀になり本格的に使用されてきている。近年日本においても、諸外国との取引の関係から、導入する企業が増えている。目的としては、原材料の受け入れ検査や工程管理(混合均一性の確認)に用いられることが多い。また、その他にも、結晶形や結晶化度のチェックに用いることが出来ることが知られている。
- 医科学・神経科学 - 近赤外線は皮膚や頭蓋骨によっても完全には遮られず、生体組織に含まれるヘモグロビンやミオグロビンは酸素と結合した時としない時とで近赤外領域での吸光特性が異なる。これらの性質を利用して、生体の非侵襲計測に利用することができる。1940年代にGlenn Allan Millikan[1]は、in vivoでの血中ヘモグロビンの酸素飽和度の計測を試みた。この方式は1970年代に青柳卓雄によってパルスオキシメーターに発展し、近赤外線を用いた経皮的動脈血酸素飽和度(SpO2)計測が実用化された。また、近年では大脳皮質における血流量、酸素消費などの計測に発展している。

## 注
1. ↑  「ミリカンの油滴実験」のロバート・ミリカンの二男である。